# Diócesis de Lomas de Zamora
La diócesis de Lomas de Zamora (en latín: Dioecesis Clivi Zamorensis) es una circunscripción eclesiástica de la Iglesia católica en Argentina. Se trata de una diócesis latina, sufragánea de la arquidiócesis de Buenos Aires. Desde el 14 de octubre de 2008 su obispo es Jorge Rubén Lugones, de la Compañía de Jesús.

## Territorio y organización

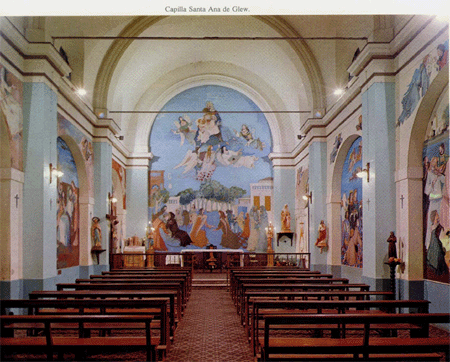
Vista de los frescos pintados por Raúl Soldi en la parroquia de Santa Ana, en Glew

La diócesis tiene 1352 km² y extiende su jurisdicción sobre los fieles católicos de rito latino residentes en la provincia de Buenos Aires en los partidos de: Almirante Brown, Esteban Echeverría, Ezeiza, Lomas de Zamora, Presidente Perón y San Vicente. 

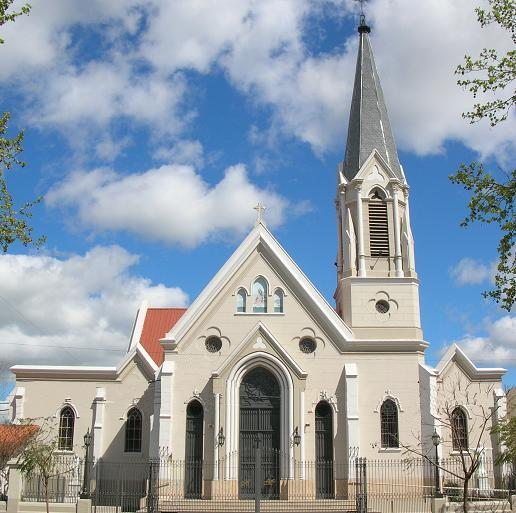
Parroquia Inmaculada Concepción, en Monte Grande

La sede de la diócesis se encuentra en la ciudad de Lomas de Zamora, en donde se halla la Catedral de Nuestra Señora de la Paz, que fue declarada basílica menor con el breve Augusta cunctoque del papa Pablo VI del 29 de noviembre de 1965.
En 2021 en la diócesis existían 30 parroquias.

## Historia
La diócesis fue erigida el 11 de febrero de 1957 con la bula Quandoquidem adoranda del papa Pío XII, obteniendo el territorio de la arquidiócesis de La Plata. Su primer obispo fue Filemón Castellano. Al momento de su erección comprendía cinco partidos de la provincia de Buenos Aires: Lomas de Zamora, Avellaneda, Lanús, Esteban Echeverría y Cañuelas.
El 10 de abril de 1961 cedió una parte de su territorio para la erección de la diócesis de Avellaneda (hoy diócesis de Avellaneda-Lanús) mediante la bula Cum Regnum Dei del papa Juan XXIII.
El 2 de marzo de 1964, en virtud del decreto Concrediti Christifidelium de la Sagrada Congregación Consistorial, amplió su territorio con la adquisición de algunas parroquias, en los partidos de Almirante Brown y San Vicente, pertenecientes a la arquidiócesis de La Plata.
Originalmente sufragánea de la arquidiócesis de La Plata, el 5 de mayo de 1967, en virtud de la bula Qui divino consilio del papa Pablo VI, pasó a formar parte de la provincia eclesiástica de la arquidiócesis de Buenos Aires.
El 18 de julio de 1969 cedió otra porción de territorio para la erección de la diócesis de San Justo mediante la bula Omnimode solliciti del papa Pablo VI.
El 24 de abril de 2001 cedió el partido de Lanús a la diócesis de Avellaneda, que a su vez asumió el nombre de diócesis de Avellaneda-Lanús mediante el decreto Ad melius consulendum de la Congregación para los Obispos.

## Episcopologio

### Obispos titulares
- S.E.R. Filemón Francisco Castellano † (13 de marzo de 1957 - 10 de abril de 1963). Renunció por problemas de salud.
- S.E.R. Alejandro Schell † (10 de abril de 1963 - 7 de septiembre de 1972). Falleció en el cargo.
- S.E.R. Desiderio Elso Collino † (7 de noviembre de 1972 - 24 de abril de 2001). Renunció al llegar al límite de edad, 75 años.
- S.E.R. Agustín Roberto Radrizzani, S.D.B. † (24 de abril de 2001 - 27 de diciembre de 2007). Fue designado como Arzobispo de Mercedes-Luján.
- S.E.R. Jorge Rubén Lugones, S.I., desde el 14 de octubre de 2008 - actualmente en el cargo.

### Obispos auxiliares
- S.E.R. Monseñor Héctor Gabino Romero: (Ordenado el 15 de agosto del 1978 - 7 de enero de 1984) donde fue designado Obispo Titular de Rafaela
- S.E.R. Monseñor José María Arancedo: (Ordenado el 6 de mayo de 1988 - 19 de noviembre de 1991) donde fue designado Obispo Titular de Mar del Plata
- S.E.R. Monseñor Juan Carlos Maccarone: (Ordenado el 21 de abril del 1993 - 3 de julio de 1996) donde fue designado Obispo Titular de Chascomús
- S.E.R. Monseñor Luis Alberto Fernández: (Ordenado el 27 de marzo del 2009 - 10 de septiembre de 2013) donde fue designado Obispo Titular de Rafaela
- S.E.R. Monseñor Jorge Vázquez: (Ordenado el 29 de diciembre de 2013 - 3 de febrero de 2017) donde fue designado Obispo Coadjutor de Morón
- S.E.R. Monseñor Jorge Martín Torres Carbonell: (Ordenado el 27 de febrero del 2015 - 30 de junio de 2020) donde fue designado Obispo Titular de Gregorio de Laferrere
- S.E.R. Monseñor Jorge Ignacio García Cuerva: (Ordenado el 3 de marzo de 2018 - 3 de enero de 2019) donde fue designado Obispo Titular de Río Gallegos
- S.E.R. Monseñor Ignacio Damián Medina: (Ordenado el 29 de febrero del 2020 - 11 de agosto de 2023) donde fue designado Obispo Titular de Río Gallegos

## Estadísticas
Según el Anuario Pontificio 2022 la diócesis tenía a fines de 2021 un total de 2 140 700 fieles bautizados.
| Año                                                                             | Población            | Población | Población      | Sacerdotes | Sacerdotes    | Sacerdotes    | Bautizados por sacerdote | Diáconos permanentes | Religiosos | Religiosos | Parroquias |
| Año                                                                             | Bautizados católicos | Total     | % de católicos | Total      | Clero secular | Clero regular | Bautizados por sacerdote | Diáconos permanentes | Varones    | Mujeres    | Parroquias |
| ------------------------------------------------------------------------------- | -------------------- | --------- | -------------- | ---------- | ------------- | ------------- | ------------------------ | -------------------- | ---------- | ---------- | ---------- |
| 1966                                                                            | 745 000              | 1 150 000 | 64.8           | 197        | 77            | 120           | 3781                     |                      | 131        | 499        | 54         |
| 1970                                                                            | 850 000              | 1 270 000 | 66.9           | 195        | 80            | 115           | 4358                     |                      | 159        | 525        | 64         |
| 1976                                                                            | 946 000              | 1 326 000 | 71.3           | 155        | 73            | 82            | 6103                     |                      | 133        | 453        | 67         |
| 1980                                                                            | 1 180 000            | 1 456 000 | 81.0           | 151        | 79            | 72            | 7814                     |                      | 113        | 430        | 68         |
| 1990                                                                            | 1 610 500            | 1 950 000 | 82.6           | 132        | 75            | 57            | 12 200                   | 29                   | 127        | 446        | 69         |
| 1999                                                                            | 1 970 246            | 2 348 813 | 83.9           | 158        | 80            | 78            | 12 469                   | 59                   | 117        | 350        | 73         |
| 2000                                                                            | 2 009 650            | 2 395 789 | 83.9           | 147        | 84            | 63            | 13 671                   | 64                   | 113        | 346        | 74         |
| 2001                                                                            | 1 600 000            | 1 900 000 | 84.2           | 113        | 62            | 51            | 14 159                   | 49                   | 113        | 296        | 52         |
| 2002                                                                            | 1 670 002            | 1 855 580 | 90.0           | 133        | 64            | 69            | 12 556                   | 47                   | 118        | 353        | 53         |
| 2003                                                                            | 1 686 702            | 1 874 135 | 90.0           | 129        | 63            | 66            | 13 075                   | 58                   | 107        | 243        | 53         |
| 2004                                                                            | 1 771 037            | 2 061 548 | 85.9           | 126        | 61            | 65            | 14 055                   | 68                   | 104        | 243        | 53         |
| 2013                                                                            | 1 997 000            | 2 492 000 | 80.1           | 119        | 64            | 55            | 16 781                   | 81                   | 118        | 284        | 59         |
| 2016                                                                            | 2 048 000            | 2 556 000 | 80.1           | 124        | 69            | 55            | 16 516                   | 78                   | 93         | 284        | 59         |
| 2019                                                                            | 2 110 855            | 2 635 000 | 80.1           | 127        | 72            | 55            | 16 620                   | 79                   | 93         | 284        | 61         |
| 2021                                                                            | 2 140 700            | 2 685 250 | 79.7           | 127        | 72            | 55            | 16 855                   | 79                   | 93         | 284        | 61         |
| Fuente: Catholic-Hierarchy, que a su vez toma los datos del Anuario Pontificio. |                      |           |                |            |               |               |                          |                      |            |            |            |